# 馬泰領空
馬泰領空（日语：マテラスカイ），是日本純種競賽馬匹。生涯活躍於泥地短途賽事，曾勝出子犬座錦標及星團盃，亦兩度於日本育馬場盃短途賽取得亞軍及於杜拜金莎軒錦標跑獲第二。

## 出賽前
2014年3月18日出生於美國Lynch Bages Ltd.，成長途中於拍賣會上被Cobra牧場以14萬美金購入並進行早期訓練，2015年時再被馬主大野照旺以35萬美金購入並引入日本，所有權歸於其子大野剛嗣旗下。
其後交由栗東訓練中心練馬師森秀行訓練。

## 競賽生涯

### 2歲
2016年9月24日出戰阪神競馬場2歲新馬戰，比賽途中一直維持於先頭位置逐步推進，但於直路上仍然不敵對手取得第二。
10月16日出戰2歲未勝利戰，保持於中團靠前位置在直路發揮優秀的速度，最終超越所有對手取得首勝。
其後轉戰草地挑戰二級賽京王盃兩歲錦標，但於草地適性不俗下在直路上毫無衝勢，最終沉底下以第九大敗。
失利過後重返泥地賽事以條件戰寒椿賞，縱然成功跑出全場最快末腳速度，但仍然未能壓制對手孟加拉虎取得勝利。

### 3歲
2017年主要以條件戰作為目標，但表現不佳下僅勝出一場賽事。

### 4歲
2018年首戰為4歲以上1000萬獎金以下條件戰，採用領放戰術下一直堅守位置，最終僅於終點線前被對手超越取得第二。
其後於兩場條件戰頌春賞及橿原錦標中繼續採用領放戰術，最終分別以1 1/4馬位及5馬位優勢取得勝利，達成二連勝。
於以上勝利後，陣營果敢地安排其遠征阿聯酋，以杜拜金莎軒錦標為目標，比賽途中繼續施展領放的對策，最終雖然於直路稍為力弱後退，但仍然可以跑入第五。
回國後繼續以條件戰作為調整，於花之道錦標中順利帶出並一直處於領放位置，進入直路後輕鬆透出逐步彈離後方對手，最終以3 1/2馬位取勝。
7月進軍三級賽子犬座錦標，比賽初段面對草地起步未有任何阻滯，順利進佔先頭位置下展開領放。進入直路後，其迅速嚮應騎師武豐的指揮貼欄加速，最終大幅拋離對手下率先衝前，以4馬位的優勢戰勝Incantation取得首個分級賽冠軍，同時1分20.3秒的完賽時間將泥地1400米日本紀錄大幅推前1.2秒。
進入秋季後其前往地方出戰東京盃作為熱身的一環，然而因為放草導致體重大幅增加，最終於直路上未能展現衝勢被後方的對手追過，以第四的戰績落敗。
11月繼續於地方出戰秋季大目標日本育馬場盃短途賽，順利出閘後隨即展開領放，但於直路上漸漸被優美躍步壓制下於最後一步被對手超越，以頸位差距落敗。
年末以兵庫金盃作為目標，於主戰騎師武豐被罰停賽下由吉村智洋策騎，但於進入直路後反應平平未能加速，最終跑獲第五的戰績。

### 5歲
2019年以根岸錦標作為首戰，繼續採取領放戰術帶領馬群前進，然而於直路上突然失速沉底，最終以第十三大敗。
其後再度前往阿聯酋出戰杜拜金莎軒錦標，比賽初段因為未能搶贏順數起飛而選擇保持於第二的位置，進入直路後嘗試貼近對手但一直無法超越，最終以第二的戰績完賽。
回國後陣營宣佈秋季將以美國的育馬者盃短途大賽為主要目標，並於7月出戰子犬座錦標作為調整並尋求連霸，然而於比賽途中以超快步速領放，做出均為日本紀錄時間的前1000米56.0秒及68.2秒，最終於直路中後段失速以第五落敗。
9月於遠征前以草地賽事人馬錦標作為熱身，雖然順利展開領放，但於直路上再度暴露於草地賽道速度不足的問題，最終被其他對手超越下以第七落敗。
11月順利前往美國出戰育馬者盃短途大賽，雖然比賽初段於不俗的節奏處於第二的位置逐步推進，但於直路上的反應不佳逐漸後退，最終僅跑獲第八的戰績。

### 6歲
2020年年初遠征沙特阿拉伯，出戰新設立的沙特短途錦標，雖然於外檔位置起步，但其仍然仍然可以搶前進佔先頭位置。進入直路後，其嘗試維持速度逐步拉開後方的賽駒，但於終點線前未能阻止New York Central的攻勢，最終被對手超越落敗。
返回日本稍為優勢其後於6月復出出戰北海道短途盃，一直領放之下於直路稍為力弱，最終被透出的Meisho Iron的超越，但仍然能和Suzuka Cause Line跑獲平頭亞軍。
2個月後前往盛岡競馬場出戰星團盃，比賽初段並沒進佔最先頭位置，而是選擇處於廣重黃金後方等待時機。進入直路後，其迅速於對手後方加速並成功超越，繼續衝刺之下以破泥地1200日本紀錄的1分8.5秒時間率先衝線並取得第二個分級賽冠軍。
進入秋季後其以東京盃作為起動戰，然而於比賽途中未能調整狀態，最終於直路失速下以第十一大敗。
11月挑戰日本育馬場盃短途賽，選擇保持於第三的位置推進，於第三、四彎道開始加速發力上前。進入直路後，其成功超越前方的魔族閃焰及Nobu Wild一度領先，但其後隨即被Sabuno Junior超越，最終再度於此賽事奪得第二。

### 7歲
2021年年初繼續遠征沙特阿拉伯，出戰改名後的維雅德泥地短途錦標。比賽開始後，其於前方位置逐步推進，於比賽途中一直維持穩定的速度。進入直路後，其繼續於前方位置堅守優勢，但於最後關頭被外檔衝出、同為日本代表的活奔雀躍超越取得第二。
其後轉戰阿聯酋出戰杜拜金莎軒錦標，然而未能保持走勢下以第十二大敗。
回國後挑戰星團盃連霸，但未能在直路保持優勢下逐步被後方賽駒超越，最終以第五的戰績完賽。
11月再度前往美國遠征挑戰育馬者盃短途大賽，比賽初段仍然選擇前置戰術，進入直路後稍為加速維持走勢，最終跑獲第五的戰績。
返回日本後，陣營決定安排其退役，並於11月28日取消日本中央競馬會的賽駒註冊。

### 詳細賽績
| 日期       | 舉辦國家   | 馬場     | 距離   | 級別   | 賽事名稱              | 負重 | 騎師     | 馬號 | 出馬 | 名次 | 時間     | 頭馬（二馬）      |
| ---------- | ---------- | -------- | ------ | ------ | --------------------- | ---- | -------- | ---- | ---- | ---- | -------- | ----------------- |
| 24/9/2016  | 日本       | 阪神     | 泥1400 |        | 2歲新馬               | 54   | 杜滿萊   | 3    | 11   | 2    | 1:26.1   | 全員大會          |
| 16/10/2016 | 日本       | 新潟     | 泥1200 |        | 2歲未勝利             | 55   | 霍朗賢   | 15   | 15   | 1    | 1:13.1   | （Captain Lufi）  |
| 5/11/2016  | 日本       | 東京     | 草1400 | GII    | 京王盃兩歲錦標        | 55   | 山本聰哉 | 5    | 13   | 9    | 1:22.7   | 名聞遐邇          |
| 3/11/2016  | 日本       | 中京     | 泥1400 |        | 寒椿賞                | 55   | 湛明諾   | 11   | 11   | 2    | 1.24.9   | 孟加拉虎          |
| 5/1/2017   | 日本       | 京都     | 泥1800 |        | 3歲500萬獎金以下      | 56   | 湛明諾   | 3    | 13   | 12   | 1:55.4   | Sunrise Nova      |
| 19/2/2017  | 日本       | 東京     | 泥1600 | OP     | 風信子錦標            | 56   | 蛯名正義 | 8    | 15   | 11   | 1:38.8   | 誘人魔力          |
| 11/3/2017  | 日本       | 阪神     | 泥1200 |        | 3歲500萬獎金以下      | 53   | 川又賢治 | 11   | 13   | 1    | 1:11.4   | （卓洛奇族）      |
| 30/4/2017  | 日本       | 京都     | 泥1400 | OP     | 端午錦標              | 56   | 川又賢治 | 9    | 16   | 13   | 1:26.5   | Meiner Barman     |
| 10/9/2017  | 日本       | 阪神     | 泥1400 |        | 新涼特別              | 55   | 濱中俊   | 8    | 14   | 7    | 1:24.0   | D's Planet        |
| 9/10/2017  | 日本       | 京都     | 泥1200 |        | 圓山特別              | 55   | 李慕華   | 3    | 16   | 8    | 1:12.7   | Zenno Surveyor    |
| 29/10/2018 | 日本       | 東京     | 泥1600 |        | 三峰山特別            | 55   | 內田博幸 | 2    | 12   | 10   | 1:38.1   | Eagle Feather     |
| 2/12/2017  | 日本       | 阪神     | 泥1400 |        | 3歲以上1000萬獎金以下 | 56   | 松山弘平 | 14   | 16   | 7    | 1:24.6   | 氣沖沖            |
| 16/12/2017 | 日本       | 中山     | 泥1200 |        | 3歲以上1000萬獎金以下 | 56   | 三浦皇成 | 7    | 16   | 4    | 1:11.5   | Lele Mama         |
| 8/1/2018   | 日本       | 京都     | 泥1200 |        | 4歲以上1000萬獎金以下 | 53   | 川又賢治 | 4    | 16   | 2    | 1:11.8   | Honey Jade        |
| 21/1/2018  | 日本       | 中山     | 泥1200 |        | 頌春賞                | 56   | 武豐     | 7    | 15   | 1    | 1:10.9   | （守護貓）        |
| 17/2/2018  | 日本       | 京都     | 泥1200 |        | 橿原錦標              | 54   | 武豐     | 8    | 15   | 1    | 1:11.0   | （蛋黃花）        |
| 31/3/2018  | 阿聯酋     | 美丹     | 泥1200 | GI     | 杜拜金莎軒錦標        | 57   | 武豐     | 5    | 9    | 5    | 記錄缺失 | 食為主            |
| 24/6/2018  | 日本       | 阪神     | 泥1200 |        | 花之道錦標            | 57   | 武豐     | 3    | 16   | 1    | 1:10.7   | （Vengeance）     |
| 8/7/2018   | 日本       | 中京     | 泥1400 | GIII   | 子犬座錦標            | 56   | 武豐     | 13   | 14   | 1    | 1:20.3   | （Incantation）   |
| 10/10/2018 | 日本       | 大井     | 泥1200 | JpnII  | 東京盃                | 56   | 武豐     | 5    | 15   | 4    | 1:12.5   | Kitasan Mikatsuki |
| 4/11/2018  | 日本       | 京都     | 泥1200 | JpnI   | 日本育馬場盃短途賽    | 57   | 武豐     | 5    | 16   | 2    | 1:10.4   | 優美躍步          |
| 27/12/2018 | 日本       | 園田     | 泥1400 | JpnIII | 兵庫金盃              | 58   | 吉村智洋 | 12   | 10   | 5    | 1:27.6   | Win Mut           |
| 27/1/2019  | 日本       | 東京     | 泥1400 | GIII   | 根岸錦標              | 57   | 武豐     | 16   | 16   | 13   | 1:25.2   | 活蹦雀躍          |
| 30/3/2019  | 阿聯酋     | 美丹     | 泥1200 | GI     | 杜拜金莎軒錦標        | 57   | 武豐     | 9    | 9    | 2    | 記錄缺失 | 順數起飛          |
| 7/7/2019   | 日本       | 中京     | 泥1400 | GIII   | 子犬座錦標            | 57   | 武豐     | 9    | 15   | 5    | 1:21.8   | Arctos            |
| 8/9/2019   | 日本       | 阪神     | 草1200 | GII    | 人馬錦標              | 56   | 武豐     | 2    | 13   | 7    | 1:07.6   | 倫敦塔            |
| 2/11/2019  | 美國       | 聖雅尼塔 | 泥1200 | GI     | 育馬者盃短途大賽      | 57   | 武豐     | 10   | 8    | 8    | 記錄缺失 | Mitole            |
| 29/2/2020  | 沙特阿拉伯 | 安都拉茲 | 泥1200 |        | 沙特短途錦標          | 57   | 武豐     | 7    | 13   | 2    | 1:11.72  | New York Central  |
| 4/6/2020   | 日本       | 門別     | 泥1200 | JpnIII | 北海道短途錦標        | 57   | 武豐     | 9    | 14   | 2    | 1:12.8   | Meisho Iron       |
| 10/8/2020  | 日本       | 盛岡     | 泥1200 | JpnIII | 星團盃                | 55   | 武豐     | 9    | 13   | 1    | 1:08.5   | （廣重黃金）      |
| 7/10/2020  | 日本       | 大井     | 泥1200 | JpnII  | 東京盃                | 56   | 李慕華   | 11   | 14   | 11   | 1:12.1   | 俊男孩            |
| 3/11/2020  | 日本       | 大井     | 泥1200 | JpnI   | 日本育馬場盃短途賽    | 57   | 武豐     | 10   | 16   | 2    | 1:11.0   | Sabuno Junior     |
| 20/2/2021  | 沙特阿拉伯 | 安都拉茲 | 泥1200 |        | 維雅德泥地短途錦標    | 57   | 戶崎圭太 | 6    | 13   | 2    | 1:10.70  | 活蹦雀躍          |
| 27/3/2021  | 阿聯酋     | 美丹     | 泥1200 | GI     | 杜拜金莎軒錦標        | 57   | 戶崎圭太 | 8    | 13   | 12   | 記錄缺失 | 前達              |
| 9/8/2021   | 日本       | 盛岡     | 泥1200 | JpnIII | 星團盃                | 55   | 武豐     | 12   | 14   | 5    | 1:12.2   | 龍野雪驥          |
| 6/11/2021  | 美國       | 德爾馬   | 泥1200 | GI     | 育馬者盃短途大賽      | 57   | 川田將雅 | 4    | 9    | 5    | 記錄缺失 | Aloha West        |

## 退役後
退役後，馬泰領空成為了配種馬，於北海道日高町育馬者Stallion Station休養，在2022年進行配種。首批子嗣於2023年出生。首批子嗣可於2025年出賽。
2024年6月16日，其因為腸臟扭轉死亡，享年10歲。

## 血統簡介
父系Speightstown爲美國賽駒，生涯戰績優良，曾勝出一級賽邱吉爾園錦標、湯瑪士愛迪遜錦標及育馬者盃短途大賽。祖父Gone West亦爲美國賽駒，雖然勝出賽事不多，但有極優秀的配種成績，現已成爲一支獨立的種馬系統。
母系Mostaqeleh為美國生產的英國賽駒，曾於二級賽沙特利咸大賽跑獲亞軍。外祖父Rahy為美國生產的英國及美國賽駒，曾勝出Bel Air讓賽，亦於中央公園錦標跑獲亞軍。

### 血統表
| 父線：Gone West系（淘金者系）                          |                            |               |                |
| 種馬 Speightstwon 1998年（栗色）                       | Gone West 1984年（棗色）   | 淘金者        | Raise a Native |
| 種馬 Speightstwon 1998年（栗色）                       | Gone West 1984年（棗色）   | 淘金者        | Gold Digger    |
| 種馬 Speightstwon 1998年（栗色）                       | Gone West 1984年（棗色）   | Secrettame    | 秘書處         |
| 種馬 Speightstwon 1998年（栗色）                       | Gone West 1984年（棗色）   | Secrettame    | Tamerett       |
| 種馬 Speightstwon 1998年（栗色）                       | Silken Cate 1993年（栗色） | 雷貓          | 雷鳥           |
| 種馬 Speightstwon 1998年（栗色）                       | Silken Cate 1993年（栗色） | 雷貓          | Terlingua      |
| 種馬 Speightstwon 1998年（栗色）                       | Silken Cate 1993年（栗色） | Silken Doll   | Chieftain      |
| 種馬 Speightstwon 1998年（栗色）                       | Silken Cate 1993年（栗色） | Silken Doll   | Insilca        |
| 繁殖雌馬 Mostaqeleh 2003年（栗色）                     | Rahy 1985年（栗色）        | 害羞新郎      | Red God        |
| 繁殖雌馬 Mostaqeleh 2003年（栗色）                     | Rahy 1985年（栗色）        | 害羞新郎      | Runaway Bride  |
| 繁殖雌馬 Mostaqeleh 2003年（栗色）                     | Rahy 1985年（栗色）        | Glorious Song | Halo           |
| 繁殖雌馬 Mostaqeleh 2003年（栗色）                     | Rahy 1985年（栗色）        | Glorious Song | Ballade        |
| 繁殖雌馬 Mostaqeleh 2003年（栗色）                     | Istiqlal 1993年（棗色）    | Diesis        | Sharpen Up     |
| 繁殖雌馬 Mostaqeleh 2003年（栗色）                     | Istiqlal 1993年（棗色）    | Diesis        | Doubly Sure    |
| 繁殖雌馬 Mostaqeleh 2003年（栗色）                     | Istiqlal 1993年（棗色）    | Wasnah        | 尼真斯基       |
| 繁殖雌馬 Mostaqeleh 2003年（栗色）                     | Istiqlal 1993年（棗色）    | Wasnah        | Highest Trump  |
| 雌系：Myrtlewood系（號族：13-c）                       |                            |               |                |
| 五代內近親交配：秘書處 4×5、北地舞人 5×5、勇者帝王 5×5 |                            |               |                |

## 命名由來
名字中，Matera（マテラ）為馬主大野剛嗣冠名，出自意大利巴西利卡塔大區馬泰拉省馬泰拉，香港翻譯為「馬泰」，Sky（スカイ）就是天空，香港翻譯為「領空」。

## 外部連結
- 馬泰領空 netkeiba.com
- 血統表